# Pacífico (Automarke)
Pacífico war eine brasilianische Automarke.

## Markengeschichte
Ein Unternehmen aus dem Bundesstaat Rio Grande do Norte stellte in den 1990er Jahren Automobile her. Der Markenname lautete Pacífico. Der Vertrieb blieb auf die Region beschränkt. Es entstanden nicht viele Fahrzeuge.

## Fahrzeuge
Das einzige Modell war ein VW-Buggy. Die offene türlose Karosserie bot Platz für vier Personen. Hinter den vorderen Sitzen war eine Überrollvorrichtung. Eckige Scheinwerfer waren in die Fahrzeugfront integriert.